# Oenocarpus bacaba
El milpesillo (Oenocarpus bacaba) es una palmera nativa de la Amazonia, cuyo fruto es comestible y se usa para preparar bebidas en la misma forma que el seje.

## Descripción
Tronco columnar solitario de color marrón a grisáceo, alcanza 20 a 25 m de altura y 12 a 25 cm de diámetro. Vaina de color verde oscuro a violeta. Corona con aproximadamente 15 hojas erectas compuestas con raquis de hasta 6 m y 75 a 121 pinnas rígidas de cada lado, orientadas hacia distintos planos, lo cual hace parecer las hojas encrespadas. Inflorescencia con pedúnculo de hasta 10 cm y bráctea de 2 m de longitud y más de 100 péndulas; de color blanco o amarillento al florecer y rojo al fructificar. Frutos de hasta 2 cm de diámetro de color morado negruzco al madurar.
Se diferencia de la palma de seje porque las hojas del seje tienen todas las pinnas dispuestas en el mismo plano y se aprecian péndulas o colgantes, en tanto las pinnas del milpesillo están orientadas en ángulos distintos cada una, lo cual encrespa las hojas. Por otra parte los troncos del milpesillos tienden a ser más delgados que los de la palma de seje.

## Hábitat
Crece en la cuenca Amazónica en suelos arenosos bien drenados, de "tierra firme".

## Sinonimia
- Areca bacaba Arruda in H.Koster, Trav. Brazil: 490 (1816), nom. nud.
- Oenocarpus hoppii Burret, Notizbl. Bot. Gart. Berlin-Dahlem 11: 1041 (1934).
- Oenocarpus grandis Burret, Notizbl. Bot. Gart. Berlin-Dahlem 12: 612 (1935).
- Oenocarpus bacaba var. grandis (Burret) Wess.Boer, Pittieria 17: 131 (1988)[3]

## Nombres comunes
Es llamada bacaba açu, bacaba-de-leque y bacaba verdadeira en Brasil; ungurahui en Perú, camon en Guayana Francesa y milpesillo, manoco o punáma en Colombia.